# Барашков, Николай Александрович
Николай Александрович Барашков (6 ноября 1920 — 11 июля 1991) — полковник медицинской службы ВС СССР, начальник военно-медицинского факультета Саратовского медицинского института в 1965—1981 годах.

## Биография
Окончил Саратовский военно-медицинский факультет при Саратовском медицинском институте в 1943 году, член ВКП(б) с 1944 года. После выпуска направлен на Западный фронт 25 мая того же года. Участник Великой Отечественной и советско-японской войн. Занимал пост старшего врача 1537-го тяжёлого самоходного артиллерийского полка и врача 335-го отдельного гвардейского тяжёлого самоходного артиллерийского полка (гвардии майор); принимал бой против одной из японских колонн. Службу в армии продолжал после войны. В 1965 году возглавил возрождённый военно-медицинский факультет Саратовского медицинского института, занимаясь подготовкой учебно-материальной базы, отвечая за строительство сооружений и разработку учебных планов и программ. Факультетом руководил до 1981 года, позже уволен в отставку.

## Награды
- орден Отечественной войны
  - I степени (6 апреля 1985)[5]
  - II степени (31 июля 1944)[6]
- орден Красной Звезды
  - 1 ноября 1943 — за образцовое выполнение боевых заданий Командования на фронте борьбы с немецкими захватчиками и проявленные при этом доблесть и мужество[1]
  - 3 октября 1945 — за образцовое выполнение боевых заданий Командования на фронте борьбы с японскими захватчиками и проявленные при этом доблесть и мужество[3]
- орден «За службу Родине в Вооружённых Силах СССР» III степени[4]
- медаль «За победу над Германией в Великой Отечественной войне 1941—1945 гг.» (вручена 5 сентября 1945)[2][7]
- медаль «За победу над Японией»[4]
- другие медали[4]